# دسيري (تشين)
دسیري (بالفارسية: دسیری) هي قرية تقع في إيران في قسم تشین الريفي. يقدر عدد سكانها بـ 86 نسمة بحسب إحصاء 2016.